# Jevlohij (Hutčenko)
Jevlohij (světským jménem: Jevhen Anatolijovyč Hutčenko; * 21. března 1967, Oděsa) je ukrajinský duchovní Ukrajinské pravoslavné církve Moskevského patriarchátu, arcibiskup a metropolita sumský a ochtyrský.

## Život
Narodil se 21. března 1967 v Oděse.
Po vojenské službě nastoupil roku 1988 na Oděský duchovní seminář a poté na Moskevskou duchovní akademii. Od 20. srpna 1991 přednášel na Oděském duchovním semináři.
Dne 20. října 1991 byl postřižen na monacha se jménem Jevlohij na počest svatého Eulogia z Edessy.
Dne 21. října 1991 jej arcibiskup oděslý a izmajilský Lazar (Švec) rukopoložil na jerodiákona a 19. srpna 1992 metropolita Agafangel (Savvin) na jeromonacha.
Dne 22. října 1994 byl povýšen na igumena.
V letech 1994–1998 byl blagočinným Uspenského monastýru v Oděse.
Od roku 1995 je členem Synodní komise pro kanonizaci svatých Ukrajinské pravoslavné církve.
Dne 13. prosince 1995 byl povýšen na archimandritu.
Od roku 1998 byl rektorem Oděského duchovního semináře. Tuto funkci zastával do roku 2007. Dále byl členem několika komisí Ukrajinské pravoslavné církvi a Synodní komise Moskevského patriarchátu pro vztahy se starověrci.
Dne 14. listopadu 2007 jej Svatý synod Ukrajinské pravoslavné církve zvolil biskupem kremenčuckým a lubenským. Dne 25. listopadu 2007 proběhla jeho biskupská chirotonie.
Dne 17. listopadu 2008 byl převeden na sumskou katedru.
Dne 9. července 2013 byl povýšen na arcibiskupa a 27. srpna 2018 na metropolita.